# Walter Mack
Walter Mack (* 4. Januar 1953 in Bonn) ist ein deutscher Schwimmer und Olympiateilnehmer. Der 1,73 m große und 71 kg schwere Athlet startete für die SSF Bonn.

## Sportliche Erfolge
Bei den Deutschen Schwimmmeisterschaften 1971 wurde er Deutscher Meister über 200 m Delfin.
Darüber hinaus gewann er mit den SSF Bonn mehrere deutsche Staffelmeisterschaften:
- 1971:
  - 4 × 100 m Freistilstaffel (Besetzung: Gerhard Schiller, Werner Lampe, Ernst Speidel, und Walter Mack)
  - 4 × 100 m Delfinstaffel (Besetzung: Walter Mack, Hans Lampe, Gerhard Schiller und Peter Mack)
  - 4 × 200 m Freistilstaffel (Besetzung: Werner Lampe, Ernst Speidel, Walter Mack und Gerhard Schiller) in 8:01,8 min; diese Zeit bedeutete deutschen Rekord.
- 1974
  - 4 × 100 m Lagenstaffel (Besetzung: Bodo Schlag, Walter Kusch, Walter Mack und Gerhard Schiller)
- 1975
  - 4 × 100 m Lagenstaffel (Besetzung: Bodo Schlag, Walter Kusch, Walter Mack und Dirk Braunleder)

Er startete bei den Olympischen Spielen 1972 in München über 200 m Delfin, konnte sich aber als 21. der Vorläufe (2:11,03 min) nicht für das Finale qualifizieren.
Nach Beendigung seiner sportlichen Laufbahn betrieb er zusammen mit seinem Bruder Peter eine Praxis für Massage und Physiotherapie in Oberpleis.